# Манавату-Вангануї
Манавату-Вангануї (англ. і маор. Manawatu-Whanganui) — один з шістнадцяти регіонів Нової Зеландії, розташований у південно-центральній частині Північного острова. Адміністративний центр — місто Палмерстон Норт. Населення регіону становить 232 700 осіб, площа — 22 207 км², щільність 10.48 осіб/км².